# Teorema di Bolzano-Weierstrass
Il teorema di Bolzano-Weierstrass afferma che in uno spazio euclideo finito dimensionale {\displaystyle \mathbb {R} ^{n}} ogni successione reale limitata ammette almeno una sottosuccessione convergente.
Un ulteriore enunciato del teorema afferma che: "Un insieme infinito e limitato ammette almeno un punto di accumulazione."
La dimostrazione di questo secondo enunciato si trova subito dopo la dimostrazione del primo.
Esso fu dimostrato nel 1817 dal matematico boemo Bernard Bolzano, ma divenne noto solo mezzo secolo più tardi quando Karl Weierstrass, ignaro del lavoro di Bolzano, fornì una nuova dimostrazione. Per tale motivo esso prende il nome di entrambi gli studiosi.

## Il teorema
Sia {\displaystyle E\subset \mathbb {R} ^{n}} un insieme limitato e infinito. Allora {\displaystyle E} possiede almeno un punto di accumulazione.
Un corollario immediato del teorema asserisce che ogni successione limitata in {\displaystyle \mathbb {R} ^{n}} ammette almeno una sottosuccessione convergente.

## Dimostrazione per induzione nel cason= 1
Sia l'insieme limitato {\displaystyle E\subseteq \mathbb {R} } contenuto nell’intervallo {\displaystyle [a,b]} (con {\displaystyle a<b} numeri reali), e si definisca il punto {\displaystyle c=(b+a)/2} come il punto medio del segmento della retta reale avente come estremi i punti {\displaystyle a} e {\displaystyle b}.
Poiché, per ipotesi, {\displaystyle E} è un insieme infinito, in almeno uno dei due sottointervalli {\displaystyle [a,c]} e {\displaystyle [c,b]} (la cui unione contiene {\displaystyle E}) cadranno infiniti elementi di {\displaystyle E}. Si consideri tale sottointervallo (oppure uno qualsiasi tra {\displaystyle [a,c]} e {\displaystyle [c,b]}, nel caso in cui entrambi contengano infiniti elementi di {\displaystyle E}) e se ne rinominino gli estremi come {\displaystyle a_{1}} e {\displaystyle b_{1}}, rispettivamente. Si definisca ora {\displaystyle c_{1}} come il punto medio del sottointervallo {\displaystyle [a_{1},b_{1}]}, e si iteri il procedimento.
Questa procedura si può ripetere indefinitamente e, così facendo, si vengono a creare due successioni:
- {\displaystyle \{a_{k}\}_{k\in \mathbb {N} }\subset \mathbb {R} }, monotona crescente e che, per il teorema sulle sottosuccessioni monotone contenute in un insieme limitato, ammette limite {\displaystyle \alpha =\lim _{k}a_{k}};
- {\displaystyle \{b_{k}\}_{k\in \mathbb {N} }\subset \mathbb {R} }, monotona decrescente e che, per il teorema sulle sottosuccessioni monotone contenute in un insieme limitato, ammette limite {\displaystyle \beta =\lim _{k}b_{k}}.

Ma i due limiti {\displaystyle \alpha } e {\displaystyle \beta } sono uguali, poiché
{\displaystyle b_{k}-a_{k}=(b-a)/2^{k}}
e, passando al limite per {\displaystyle k\to +\infty }, si ottiene
{\displaystyle \lim _{k}(b_{k}-a_{k})=\beta -\alpha =\lim _{k}((b-a)/2^{k})=0,}
ossia
{\displaystyle \alpha =\beta .}
Adesso, considerato che anche {\displaystyle \lim _{k}(b_{k})=\alpha }, scriviamo la definizione di limite per ambedue le successioni:
- {\displaystyle \forall \varepsilon >0,\exists M>0:k>M\Rightarrow \alpha -\varepsilon <a_{k}\leq \alpha }        (essendo monotona crescente, non potrà essere maggiore di {\displaystyle \alpha })
- {\displaystyle \forall \varepsilon >0,\exists N>0:k>N\Rightarrow \alpha \leq b_{k}<\alpha +\varepsilon }          (essendo monotona decrescente, non potrà essere minore di {\displaystyle \alpha })

Ponendo infine {\displaystyle P>\operatorname {max} (M,N)}, si otterrà che siano rispettate entrambe le condizioni, e cioè che
{\displaystyle \forall \varepsilon >0,\exists P>0:k>P\Rightarrow \alpha -\varepsilon <a_{k}\leq \alpha \leq b_{k}<\alpha +\varepsilon ,}
il che esprime il fatto che ogni intorno di {\displaystyle \alpha } (di semiampiezza {\displaystyle \varepsilon }) contiene un intervallo del tipo {\displaystyle [a_{k},b_{k}]} il quale, a sua volta, contiene per costruzione infiniti punti di {\displaystyle E}. Dunque in ogni intorno di {\displaystyle \alpha } cadono infiniti punti di {\displaystyle E} e quindi, per definizione di punto di accumulazione, {\displaystyle \alpha } risulta punto di accumulazione per l’insieme {\displaystyle E}.
Si noti che, se durante le ripetute suddivisioni dell'intervallo {\displaystyle [a,b]} si fossero trovati altri {\displaystyle n} sottointervalli contenenti infiniti elementi di {\displaystyle E}, allora si sarebbero trovati altri {\displaystyle n} punti di accumulazione per l’insieme {\displaystyle E}.

## Dimostrazione (alternativa) nel cason= 1
La dimostrazione nel caso {\displaystyle n=1} fa uso dell'assioma di Dedekind (o assioma di completezza) e di un apposito lemma.

### Lemma
Ogni successione {\displaystyle \{x_{n}\}} a valori in {\displaystyle \mathbb {R} } ammette una sottosuccessione monotona.

### Dimostrazione del lemma
Chiamiamo "picco per la successione" ogni numero naturale {\displaystyle n} tale che, per ogni {\displaystyle m>n}, risulti {\displaystyle x_{n}\geq x_{m},} ovvero tale che il termine {\displaystyle x_{n}} sia maggiore o uguale di ogni termine che lo "segue" nella successione.
Consideriamo il caso in cui la successione abbia infiniti picchi {\displaystyle n_{1}<n_{2}<n_{3}<\ldots <n_{j}<\ldots }. Ne consegue che otteniamo una sottosuccessione monotona decrescente {\displaystyle \{x_{n_{j}}\}} costituita dagli infiniti picchi della successione di partenza e la tesi (del lemma) è raggiunta.
Risultato simile si ritrova nello studio del limite superiore di una successione. In tale contesto, infatti, si considera la sottosuccessione data da {\displaystyle \{\sup _{m\geq n}x_{m}:n\in \mathbb {N} \}}.
Supponiamo adesso che ci sia solo un numero finito di picchi, chiamiamo con N l'ultimo picco e n1 = N + 1. Perciò n1 non è un picco, poiché n1 > N; da ciò segue che esiste un n2 > n1 tale che {\displaystyle x_{n_{2}}\geq x_{n_{1}}.} Allo stesso modo, n2 > N non è un picco, per cui esiste n3 > n2 con {\displaystyle x_{n_{3}}\geq x_{n_{2}}.}. Iterando il procedimento si ottiene la sottosuccessione monotona crescente {\displaystyle x_{n_{1}}\leq x_{n_{2}}\leq x_{n_{3}}\leq \ldots }.

### Dimostrazione vera e propria
Supponiamo adesso di avere una successione limitata in {\displaystyle \mathbb {R} }; il lemma precedente implica l'esistenza di una sottosuccessione monotona necessariamente limitata. Dal teorema della convergenza monotona per successioni reali segue che questa sottosuccessione necessariamente converge. Infatti, essendo limitata, avrà l'estremo superiore (inferiore) per l'assioma di Dedekind, che sarà anche il limite della successione. Ciò è provato dal fatto che, chiamato {\displaystyle L} l'estremo superiore, {\displaystyle \forall \varepsilon \exists \nu :L-\varepsilon <x_{\nu }}. Essendo monotona, {\displaystyle \forall n>\nu :x_{\nu }<x_{n}<L<L+\varepsilon } cioè {\displaystyle |x_{n}-L|<\varepsilon }. Si conclude così la dimostrazione del teorema per il caso {\displaystyle n=1}.

## Dimostrazione pernqualsiasi
Nella sua formulazione più generale, il teorema può essere dimostrato tramite il caso {\displaystyle n=1}: data una successione limitata in {\displaystyle \mathbb {R} ^{n}}, la successione delle prime coordinate è una successione reale limitata e perciò essa ammette sottosuccessione convergente. Da questa possiamo estrarre una sottosottosuccessione (convergente) per la quale la seconda coordinata converga. Iterando questo procedimento per tutte le {\displaystyle n} coordinate si ottiene una {\displaystyle n} volte sottosuccessione della successione di partenza — che è a tutti gli effetti una sottosuccessione della successione di partenza — per la quale ogni coordinata è una successione convergente. Si è così ottenuta una sottosuccessione convergente della successione in {\displaystyle \mathbb {R} ^{n}}.

## Formulazione del teorema con la nozione di compattezza
Come affermato si ha un secondo enunciato del teorema:
Sia {\displaystyle E\subseteq K} un insieme infinito, e sia {\displaystyle K} un insieme compatto. Allora {\displaystyle E} ammette almeno un punto di accumulazione in {\displaystyle K}.

### Dimostrazione
Supponiamo, per assurdo, che {\displaystyle E} non ammetta punti di accumulazione in {\displaystyle K}. Allora
{\displaystyle \forall q\in K\ \exists A_{q}\ni q\ |\ A_{q}\cap E\subseteq \{q\}}
con {\displaystyle A_{q}} un intorno aperto di {\displaystyle q}. Ora, evidentemente, la famiglia di aperti
{\displaystyle \{A_{q}\}_{q\in K}}
è una copertura aperta di {\displaystyle K}.
Poiché {\displaystyle K}, per ipotesi, è compatto,  da tale copertura aperta è possibile estrarre un sottoricoprimento aperto finito di {\displaystyle K}, ossia una sottofamiglia {\displaystyle \{A_{q_{i}}\}_{i\leq N}} per qualche {\displaystyle N\in \mathbb {N} } tale che
{\displaystyle E\subseteq \bigcup _{i\leq N}(A_{q_{i}}\cap E)}
Tuttavia, ciò è assurdo poiché {\displaystyle E} contiene infiniti elementi, mentre {\displaystyle \bigcup _{i\leq N}(A_{q_{i}}\cap E)} contiene al più {\displaystyle N} elementi.